# ヴァイオリンソナタ (シューベルト)
ヴァイオリンソナタ イ長調D.574（「二重奏曲」、もしくは「グラン・デュオ」とも呼ばれる）は、フランツ・シューベルトが1817年に作曲したヴァイオリンソナタ。いまだ少年の作曲者が旺盛な創作力を見せていた時期の作品。4楽章構成の中に複雑な転調を試すなど、初期の意欲作となっている。

## 概要
シューベルトのヴァイオリン音楽は、ヴァイオリンとピアノのためのソナチネが3曲、ヴァイオリンとピアノのための幻想曲D.934の他には、管弦楽との協奏作品（ポロネーズD.580、ロンドD.438、小協奏曲D.345）があるくらいで、ヴァイオリンソナタに近いものは計5作しかない。本作も兄フェルディナントが弟の死後に版権を相続し、ディアベリ社と合意して1851年に作品162として出版に至ったが、題名は「二重奏曲」などと形式枠に収まっていない。従来のヴァイオリンソナタにあるピアノとヴァイオリンの力関係を変えようという作者の野心が現れている。
なお、ソナチネ3曲をヴァイオリンソナタ第1番から第3番とし、本作を第4番として扱う場合もある。

## 楽曲構成
以下の4つの楽章からなる。
Allegro moderato
イ長調、4分の4拍子。ソナタ形式。ピアノの付点リズムの序奏が伸びやかな雰囲気を演出している。C#-F#-E-C#-Aのヴァイオリン主題がそれに応える。ヴァイオリンには重音奏法をそれほど必要としていない。技巧よりも楽器の特性を生かして流暢な曲想に仕上がっている。
Presto
ホ長調、4分の3拍子。軽快なスケルツォ。音階とアルペジョとを組み合わせた華々しい動機。中間部はヴァイオリンの半音階。ハ長調の穏やかな進行。
Andantino
ハ長調、8分の3拍子。緩徐楽章であるがエンハーモニックな転調の妙があり、ヴァイオリンが正確な音程を把握する必要がある。G♭音とF#音などを組み合わせるなど奏者には正確な和声進行の理解が求められる。中間部は遠隔調の変イ長調。
Allegro vivace
4分の3拍子。ヴァイオリンとピアノの微妙な掛け合い。コーダでは華々しく4重音を連続するなどヴァイオリン奏者には技術が必要。